# Philip Herbert, V conte di Pembroke
Philip Herbert, V conte di Pembroke (Londra, 20 febbraio 1621 – Salisbury, 11 dicembre 1669), è stato un nobile inglese.

## Biografia
Era il figlio di Philip Herbert, IV conte di Pembroke, e di sua moglie lady Susan de Vere. Succedette al padre nel 1649.
È stato deputato per Wiltshire (1640) e Glamorgan (1640-1649).

## Matrimoni
Sposò, il 28 marzo 1639, Penelope Naunton, figlia di sir Robert Naunton. Ebbero un figlio:
- William Herbert, VI conte di Pembroke;

Sposò, nel 1649, Catherine Villiers, figlia di sir William Villiers, I baronetto, e di Rebecca Roper. Ebbero tre figli:
- Lady Mary Herbert;
- Lady Susan Herbert;
- Philip Herbert, VII conte di Pembroke;
- Lady Catherine Herbert;
- Thomas Herbert, VIII conte di Pembroke.

## Morte
Morì l'11 dicembre 1669.

## Ascendenza
|                                                              |                                   |                                  | Genitori                              |  |  | Nonni |  |  | Bisnonni                             |  |  | Trisnonni       |  |
|                                                              |                                   |                                  |                                       |  |  |       |  |  | William Herbert, I conte di Pembroke |  |  | Richard Herbert |  |
|                                                              |                                   |                                  |                                       |  |  |       |  |  | William Herbert, I conte di Pembroke |  |  | Richard Herbert |  |
|                                                              |                                   | Margaret Cradock                 |                                       |  |  |       |  |  | William Herbert, I conte di Pembroke |  |  |                 |  |
| Henry Herbert, II conte di Pembroke                          |                                   |                                  |                                       |  |  |       |  |  | William Herbert, I conte di Pembroke |  |  |                 |  |
|                                                              |                                   | Anne Parr                        | Thomas Parr                           |  |  |       |  |  |                                      |  |  |                 |  |
|                                                              |                                   | Anne Parr                        | Thomas Parr                           |  |  |       |  |  |                                      |  |  |                 |  |
|                                                              |                                   | Anne Parr                        | Maud Green                            |  |  |       |  |  |                                      |  |  |                 |  |
| Philip Herbert, IV conte di Pembroke e I conte di Montgomery |                                   | Anne Parr                        |                                       |  |  |       |  |  |                                      |  |  |                 |  |
|                                                              |                                   | Henry Sidney                     | William Sidney                        |  |  |       |  |  |                                      |  |  |                 |  |
|                                                              |                                   | Henry Sidney                     | William Sidney                        |  |  |       |  |  |                                      |  |  |                 |  |
|                                                              |                                   | Henry Sidney                     | Anne Pakenham                         |  |  |       |  |  |                                      |  |  |                 |  |
| Mary Sidney                                                  |                                   | Henry Sidney                     |                                       |  |  |       |  |  |                                      |  |  |                 |  |
|                                                              |                                   | Mary Dudley                      | John Dudley, I duca di Northumberland |  |  |       |  |  |                                      |  |  |                 |  |
|                                                              |                                   | Mary Dudley                      | John Dudley, I duca di Northumberland |  |  |       |  |  |                                      |  |  |                 |  |
|                                                              |                                   | Mary Dudley                      | Jane Guilford                         |  |  |       |  |  |                                      |  |  |                 |  |
| Philip Herbert, V conte di Pembroke e II conte di Montgomery |                                   | Mary Dudley                      |                                       |  |  |       |  |  |                                      |  |  |                 |  |
|                                                              | John de Vere, XVI conte di Oxford | John de Vere, XV conte di Oxford |                                       |  |  |       |  |  |                                      |  |  |                 |  |
|                                                              | John de Vere, XVI conte di Oxford | John de Vere, XV conte di Oxford |                                       |  |  |       |  |  |                                      |  |  |                 |  |
|                                                              | John de Vere, XVI conte di Oxford | Elizabeth Trussell               |                                       |  |  |       |  |  |                                      |  |  |                 |  |
| Edward de Vere, XVII conte di Oxford                         | John de Vere, XVI conte di Oxford |                                  |                                       |  |  |       |  |  |                                      |  |  |                 |  |
|                                                              |                                   | Margery Golding                  | John Golding                          |  |  |       |  |  |                                      |  |  |                 |  |
|                                                              |                                   | Margery Golding                  | John Golding                          |  |  |       |  |  |                                      |  |  |                 |  |
|                                                              |                                   | Margery Golding                  | Elizabeth Towe                        |  |  |       |  |  |                                      |  |  |                 |  |
| Susan de Vere                                                |                                   | Margery Golding                  |                                       |  |  |       |  |  |                                      |  |  |                 |  |
|                                                              |                                   | William Cecil, I barone Burghley | Richard Cecil                         |  |  |       |  |  |                                      |  |  |                 |  |
|                                                              |                                   | William Cecil, I barone Burghley | Richard Cecil                         |  |  |       |  |  |                                      |  |  |                 |  |
|                                                              |                                   | William Cecil, I barone Burghley | Jane Heckington                       |  |  |       |  |  |                                      |  |  |                 |  |
| Anne Cecil                                                   |                                   | William Cecil, I barone Burghley |                                       |  |  |       |  |  |                                      |  |  |                 |  |
|                                                              |                                   | Mildred Cooke                    | Anthony Cooke                         |  |  |       |  |  |                                      |  |  |                 |  |
|                                                              |                                   | Mildred Cooke                    | Anthony Cooke                         |  |  |       |  |  |                                      |  |  |                 |  |
|                                                              |                                   | Mildred Cooke                    | Anne FitzWilliam                      |  |  |       |  |  |                                      |  |  |                 |  |
|                                                              |                                   | Mildred Cooke                    |                                       |  |  |       |  |  |                                      |  |  |                 |  |